# Вольфганг Фрейтаг
Вольфганг Вільгельм Фрейтаг (нім. Wolfgang Wilhelm Freytag; 4 серпня 1893, Флехтінген — 16 січня 1979, Геттінген) — німецький офіцер, генерал-майор люфтваффе. Кавалер Німецького хреста в золоті.

## Біографія
Син орендатора Віктора Фрейтага і його дружини Марі, уродженої баронеси фон Шпехт. 1 вересня 1914 року вступив в 27-й піхотний полк. Учасник Першої світової війни. З 1 січня 1917 року — командир роти свого полку, з 26 грудня 1918 року — роти добровольчого земельного єгерського корпусу, з 1 жовтня 1920 року — взводу 32-го, з 1 січня 1921 року — взводу 12-го піхотного полку. З 1 жовтня 1931 року служив в штабі навчального батальйону свого полку. З 1 жовтня 1933 року — командир роти свого полку, з 1 жовтня 1934 року — ескадрону транспортного батальйону «Бранденбург». 1 квітня 1935 року переведений в люфтваффе і призначений командиром батареї зенітного батальйону «Бранденбург». З 1 жовтняя 1935 року — командир батареї 22-го, з 1 квітня 1936 року — батальйону 26-го зенітного полку.
З 15 листопада 1938 року — командир батальйону 43-го, з 8 жовтня 1939 року — 111-го зенітного полку, з 30 жовтня 1939 року — зенітної групи «Мюнстер», з 1 грудня 1939 року — знову 111-го зенітного полку, з 3 квітня 1940 року — зенітної групи «Любек», з 14 квітня 1940 року — «Ольборг», з 21 травня 1940 року — «Амстердам», з 15 серпня 1940 року — 181-го, з  8 вересня 1940 року — 43-го, з 28 червня 1941 року — 153-го, з 21 листопада 1942 року — 8-го зенітного полку, з 21 грудня 1942 року — 13-ї зенітної бригади у Фінляндії, з 20 грудня 1944 року — зенітного полігону Бюзума. 8 травня 1945 року взятий в полон британськими військами. 1 липня 1947 року звільнений.

## Військові звання
- Фанен-юнкер (1 вересня 1914)
- Фанен-юнкер-єфрейтор (15 листопада 1914)
- Фанен-юнкер-унтерофіцер (17 листопада 1914)
- Фенріх (30 березня 1915)
- Лейтенант (22 травня 1915)
- Оберлейтенант (1 квітня 1925)
- Гауптман (1 червня 1931)
- Майор (1 березня 1936)
- Оберстлейтенант (1 лютого 1939)
- Оберст (1 січня 1941)
- Генерал-майор (1 серпня 1944)

## Нагороди
- Залізний хрест 2-го і 1-го класу
- Королівський орден дому Гогенцоллернів, лицарський хрест з мечами
- Хрест «За військові заслуги» (Брауншвейг) 2-го (з бойовою відзнакою) і 1-го класу
- Почесний хрест (Шварцбург) 3-го класу з мечами
- Хрест «За військові заслуги» (Ліппе)
- Нагрудний знак «За поранення» в сріблі
- Почесний хрест ветерана війни з мечами (1934)
- Медаль «За вислугу років у Вермахті»
  - 4-го, 3-го і 2-го класу (18 років; 2 жовтня 1936) — отримав 3 нагороди одночасно.
  - 1-го класу (25 років)
- Застібка до Залізного хреста 2-го і 1-го класу
- Нагрудний знак зенітної артилерії люфтваффе
- Медаль «За зимову кампанію на Сході 1941/42» (1942)
- Німецький хрест в золоті (24 вересня 1942)